# 東布拉格縣

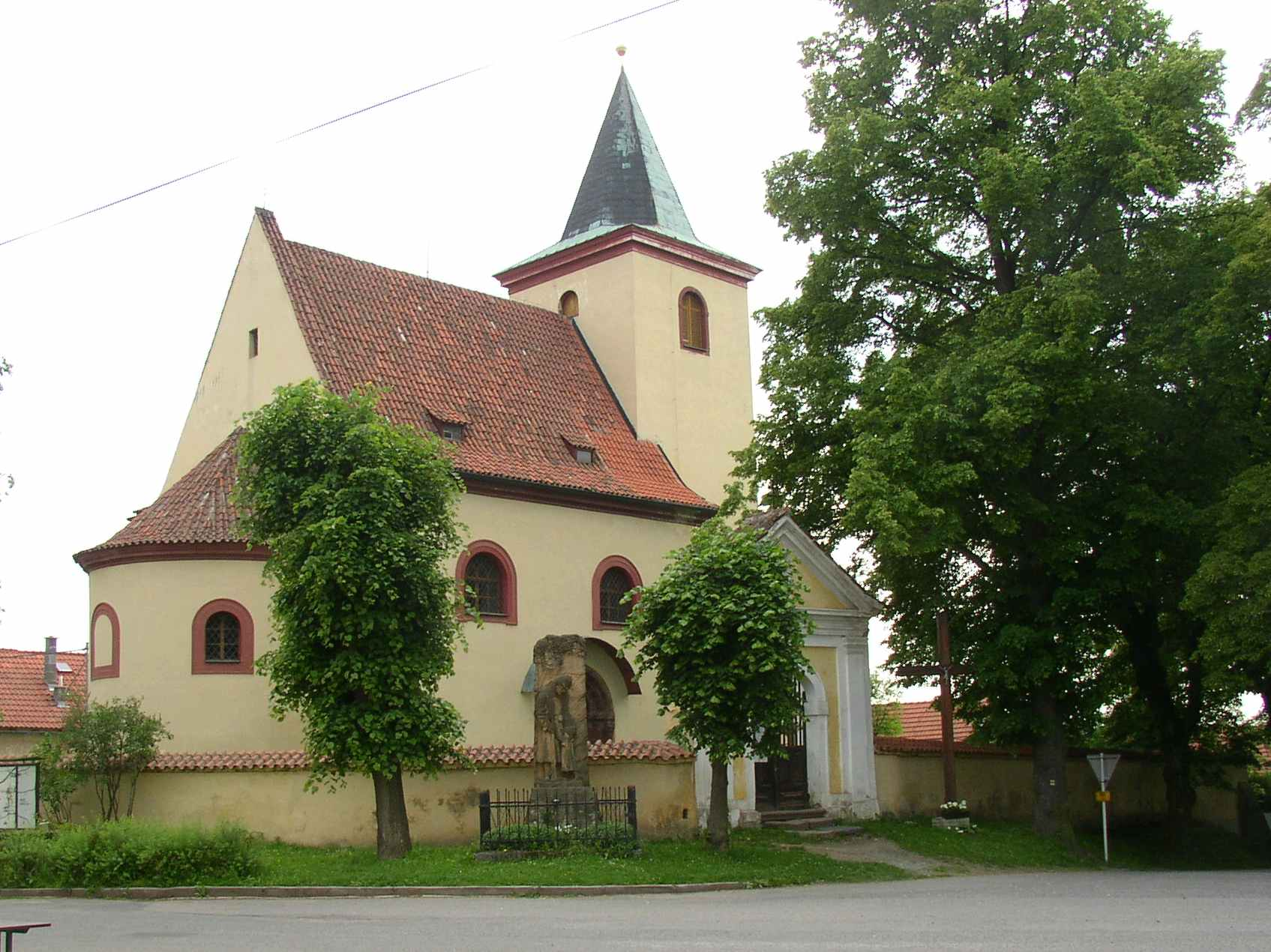

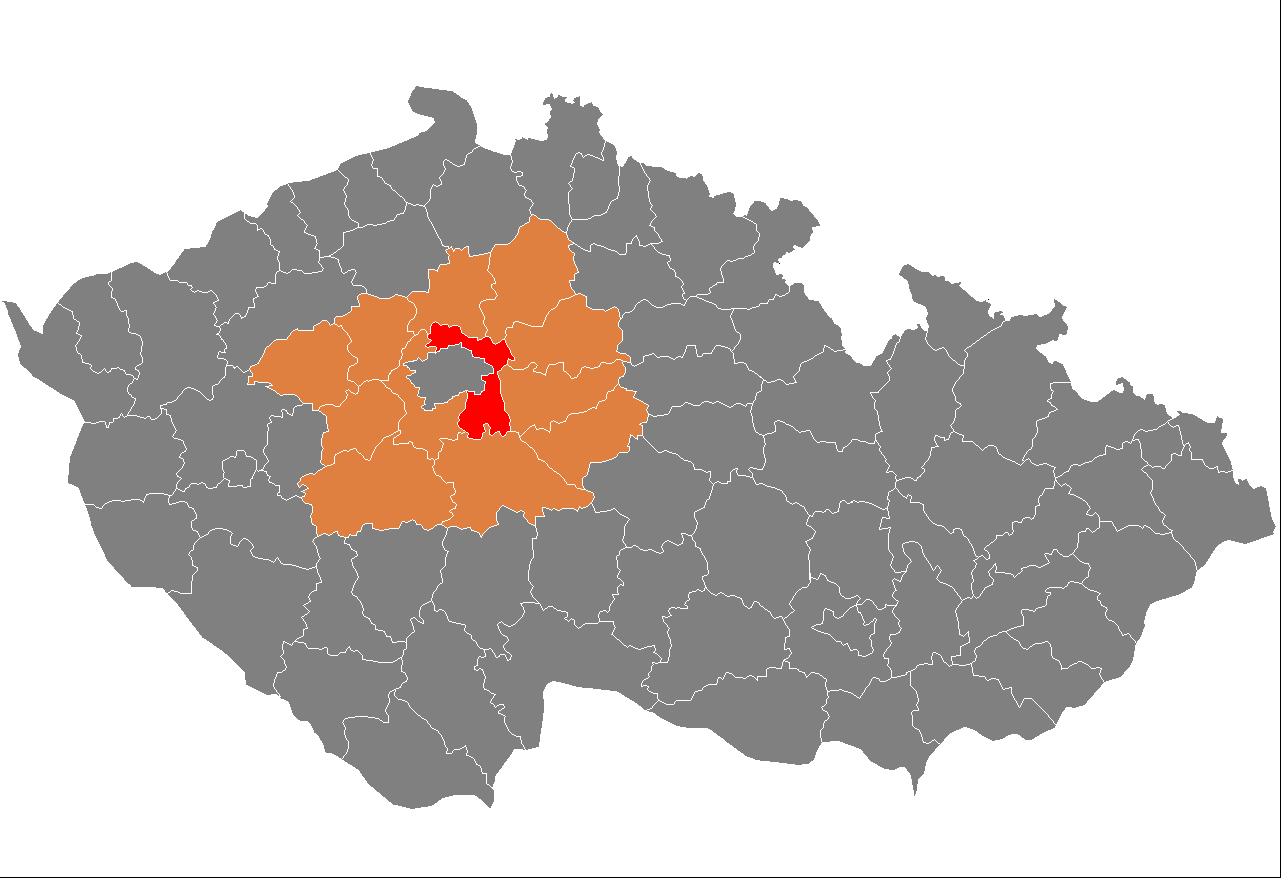

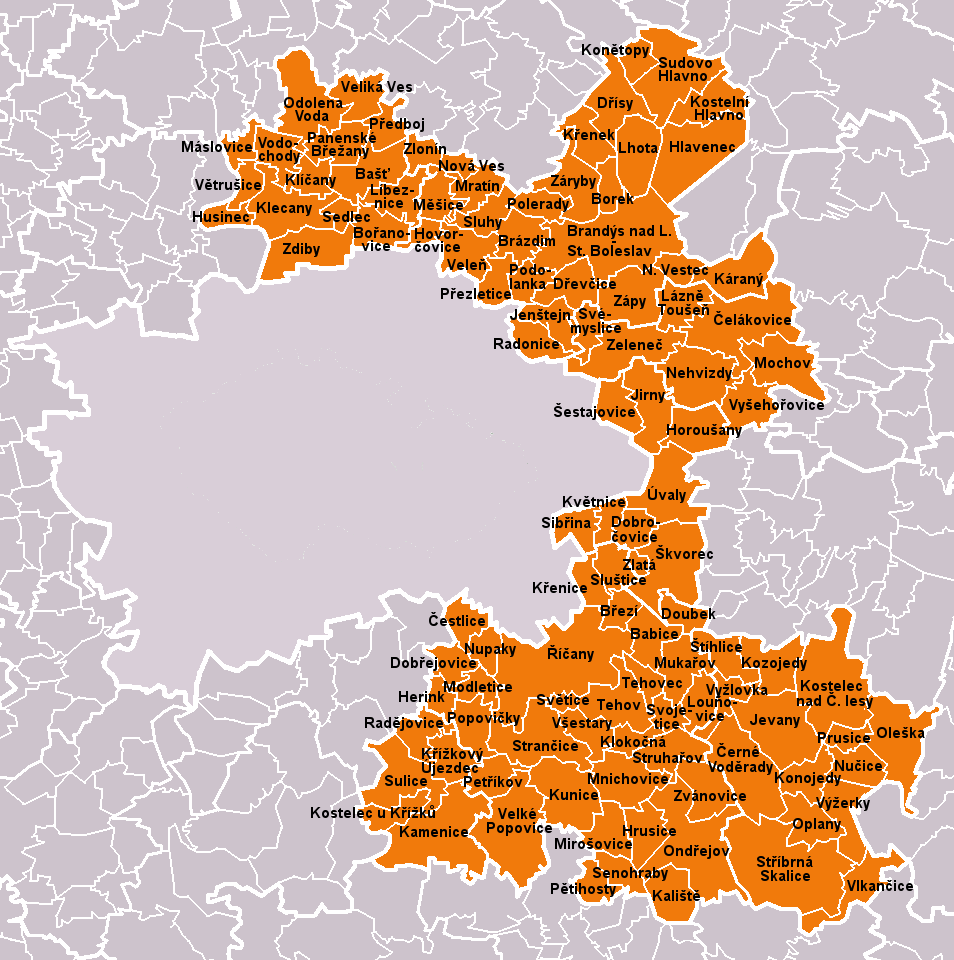

50°5′16″N 14°25′14″E / 50.08778°N 14.42056°E
東布拉格縣（捷克語：Okres Praha-východ），是捷克的縣份，位於該國中部，由中波希米亞州負責管轄，首府設於布拉格，面積755平方公里，2000年人口144,513，人口密度每平方公里191人。